# Língua mundial
Uma língua mundial ou universal é uma língua falada internacionalmente, que é aprendida por muitos como segunda língua. Uma língua mundial não é caracterizada apenas pelo número de falantes (nativos ou como segunda língua), mas também pela distribuição geográfica, e seu uso em organizações internacionais e relações diplomáticas. Nesses aspectos, as maiores línguas globais são de origem europeia. A razão histórica para isso é o período do colonialismo europeu. Línguas mundiais originárias da expansão de impérios coloniais incluem inglês, espanhol, português, francês e neerlandês. A proeminência internacional do árabe se deve ao período medieval, em que ocorreram as conquistas islâmicas. O idioma mundial mais falado (e provavelmente o que mais se espalha) hoje em dia é o inglês, com mais de 1,1 bilhão de falantes nativos e como segunda língua em todo o mundo. Por razões semelhantes, o francês e o espanhol tem se enquadrado cada vez mais com o status de línguas mundiais.
Há outras línguas maiores não tanto faladas fora de seus continentes, mas que possuíram importância internacional como língua franca em impérios históricos. Essas línguas incluem: o mandarim do Império Chinês, o russo do Império Russo, o alemão do Império Alemão e o hindi que se tornou língua nacional na Índia Britânica.
As grandes línguas do Subcontinente Indiano hindustâni (que inclui todos os dialetos do hindi e do urdu) e bengali, possuem números de falantes comparáveis aos das grandes línguas mundiais devido ao forte crescimento populacional na região em décadas recentes mais do que um uso suprarregional dessas línguas. De modo similar, o japonês possui mais falantes que o francês, mas enquanto o francês é falado intercontinentalmente e possui uma considerável porção de falantes não nativos, a vasta maioria dos falantes do japonês são japoneses nativos.

## História

### Confusão das línguas
O tema da diversidade das línguas está presente em inúmeras teogonias e tradições orais. Imaginações da unidade da linguagem humana são marcantes no Gênesis biblico. Após a dilúvio, diz o Gênesis, 'a terra inteira era de uma língua, e de um discurso'. Na conhecida história da Torre de Babel, Deus criou uma confusão na linguagem humana, em que as pessoas passaram à não entender mais umas às outras, como retribuição do orgulho em rivalizar a grandeza divina com a engenhosidade mundana. Como consequência, a humanidade se espalhou pelo mundo. Outros trechos de Gênesis tocam no tema da linguagem, inclusive afirmando a existência de uma diversidade de línguas antes de Babel, um trecho que não recebeu tanta atenção quanto a dramática história da Torre. Existiram extensas discussões sobre se a língua falada por Deus e pelos humanos antes do dilúvio sério o Hebreu, ou uma língua anterior, frequentemente chamada de língua adâmica. Segundo Umberto Eco, essa história vai inspirar os múltiplos questionamentos e buscas pela unidade linguística perdida.

### Línguas francas
Os gregos tiveram intenso contato com outras culturas e suas línguas, que eram chamados de barbaroi pelos gregos. É visível em alguns filósofos a convicção de que o grego é a língua da razão, como na obra de As categorias, de Aristóteles, em que a lista de categorias corresponde à estrutura gramatical do grego. Com a expansão da civilização grega ao longo do Mediterrâneo e além, a língua grega passou à exercer uma função de língua franca na região. No período seguinte das conquistas de Alexandre, o Grande, uma versão comum do grego, antes disperso em diáletos, emergiu e foi denominado Koiné. O grego koiné tornou-se língua franca do Mediterrâneo, sendo uma língua da educação, do comércio, da diplomacia e da filosofia, como também a língua em que os primeiro textos cristãos foram traduzidos, sendo a língua dos Pais da Igreja.
Com a ascensão do Império Romano, o latim passou à ter a prevalência nos territórios de domínio do império, e posteriormente tornou-se a língua da Igreja Romana. O grego, porém, continuou sendo usado na educação literária, científica e filosófica.
As línguas românicas herdaram do latim o papel de língua franca do Império Romano. O grego koiné foi a língua mundial durante o período helenístico, mas sua distribuição não corresponde à do grego moderno devido ao impacto linguístico dos eslavos, islâmicos e turcos. A distribuição das línguas túrquicas, por sua vez, são legado do Canato da Turquia.
Apenas as línguas mundiais de facto possuem esse status devido ao imperialismo histórico, a sugestão de denominar determinada língua como língua mundial ou "língua universal" possui fortes implicações políticas. Assim, o russo foi declarado como "a língua do internacionalismo" na literatura soviética, ao mesmo passo que o francês foi descrito como a língua dos cortesões fantasiosos, e o inglês o "jargão dos comerciantes". Várias línguas internacionais auxiliares têm sido proposta como línguas mundiais, sendo a mais bem sucedida o esperanto, mas nenhuma delas pode reivindicar o status de língua franca
de facto. Muitas línguas naturais tem sido propostas como candidatas a língua franca
global, incluindo italiano, holandês, húngaro, alemão e malaio.

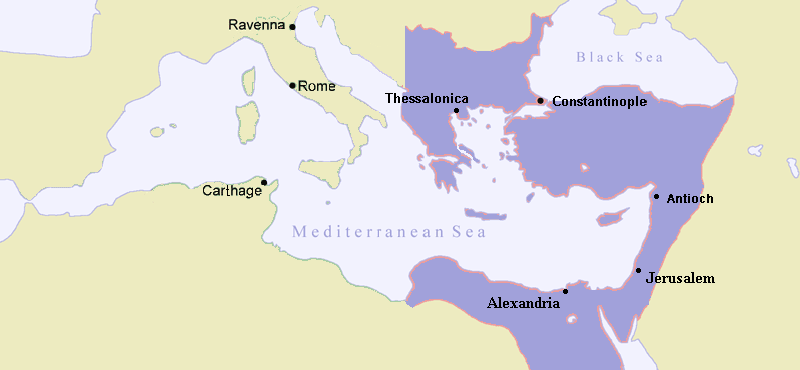
Império Romano Oriental - Grego koiné
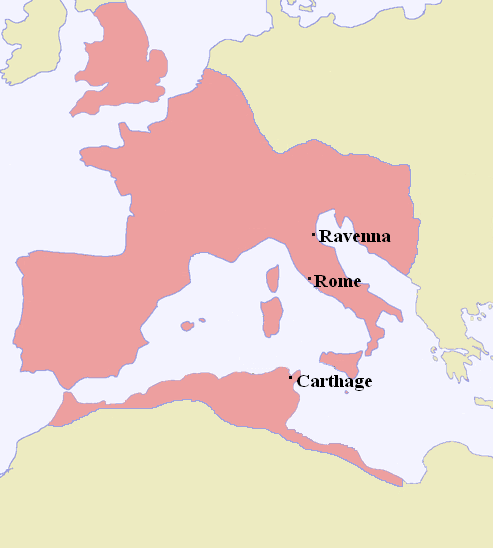
Império Romano Ocidental – Latim vulgar (Europa Latina)
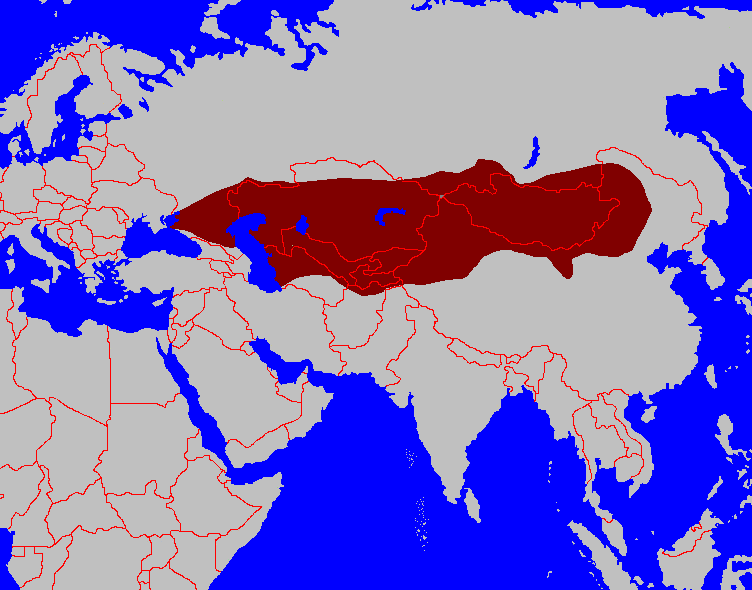
Canato Túrquico - Línguas túrquicas

## Visão geral

### Línguas asiáticas

#### Árabe
O árabe ganhou proeminência internacional por causa das conquistas islâmicas medievais e da subsequente arabização do Oriente Médio e Norte da África, e é também uma língua litúrgica entre as comunidades muçulmanas fora do mundo árabe.[carece de fontes?]

#### Chinês
O mandarim padrão é o substituto direto do chinês clássico, que era uma língua franca no Extremo Oriente até o início do século XX, e hoje serve como uma língua comum entre falantes de outros dialetos do chinês não só dentro da China (entre os chineses han e outros grupos étnicos não relacionados), mas em comunidades chinesas no exterior. Também é amplamente ensinado como uma segunda língua internacionalmente.[carece de fontes?]

#### Persa
O persa, uma língua iraniana ocidental, costumava ser a língua franca de partes não árabes do mundo islâmico (Grande Irã, Anatólia e o subcontinente indiano em particular) durante os períodos medieval e início da era moderna. O persa serviu como a língua oficial dos impérios, de Delhi na Índia a Constantinopla no Império Otomano.

#### Línguas indianas
As principais línguas do subcontinente indiano têm números de falantes comparáveis aos das principais línguas do mundo, principalmente devido à grande população da região e não ao uso supra-regional dessas línguas, embora o hindustâni (incluindo todos os dialetos do híndi e do urdu), O bengali e o tâmil podem preencher os critérios em termos de uso supraregional e reconhecimento internacional.[carece de fontes?] O tâmil é falado amplamente no sul da Índia e é uma língua oficial no Sri Lanka e em Singapura. O tâmil também é reconhecido como uma língua minoritária na África do Sul, é um dos três idiomas reconhecidos da educação na Malásia e é falado também em Maurícia.  A população de que fala o bengali como a língua materna supera em muito os que falam francês como primeira língua, e é uma das línguas mais faladas (quinto ou sexto lugar) no mundo, com cerca de 230 milhões de falantes no total, sendo conhecida por sua longa e rica tradição literária.

### Línguas europeias

#### Inglês
Além de 370 milhões de falantes nativos, estima-se que o Inglês tenha mais de 610 milhões de falantes como segunda língua, incluindo entre 200 e 350 milhões de alunos/falantes apenas na China, em níveis variados de estudo e proficiência, embora esse número seja difícil de ser avaliado. O inglês também está se tornando cada vez mais a língua dominante da pesquisa científica e dos periódicos em todo o mundo, tendo até ultrapassado as línguas nacionais nos países da Europa Ocidental, incluindo a França, onde um estudo recente mostrou que o inglês deslocou maciçamente o francês como a língua da pesquisa científica bem como nas ciências aplicadas. O inglês é o mais comum dos idiomas usados na Internet. A partir de 2019, de acordo com uma pesquisa, o inglês é usado por 54,0% dos 10 milhões de websites do mundo, e de acordo com outra pesquisa, 25,5% de todos os usuários da Internet são falantes de inglês.

#### Francês
Durante os séculos XIX e XX, o Francês era a língua da comunicação e da diplomacia, e a segunda língua preferida entre a elite e as classes educadas na Europa (incluindo Rússia, Romênia, Bulgária e Grécia) — assim como em muitos países do Oriente Médio e países do norte da África como Síria, Egito, Turquia otomana e Irã. Além disso, os franceses gozavam de alto status em alguns países do sudeste asiático (Vietnã, Laos e Camboja) e em vários países da América do Sul como Argentina, Brasil, Chile e Uruguai. No entanto, o francês diminuiu constantemente desde a Primeira Guerra Mundial, sendo gradualmente substituído pelo inglês — embora no Líbano, Tunísia, Argélia e Marrocos, o francês continue sendo o segundo idioma preferido, além de gozar de status oficial em vários países africanos e co-oficial no Canadá, Suíça e Bélgica. Além disso, o francês continua sendo uma das línguas de trabalho de muitas organizações internacionais, incluindo as Nações Unidas, OTAN, União Europeia e NAFTA. O francês é a principal língua de trabalho do Tribunal de Justiça Europeu. O francês também é reconhecido internacionalmente como de alto prestígio linguístico, ainda usado em diplomacia e comércio internacional, além de ter uma parcela significativa de falantes de segunda língua em todo o mundo.

#### Espanhol
O Espanhol é a segunda língua nativa mais falada do mundo, depois do chinês mandarim. O espanhol ganhou expansão durante o Império Espanhol e hoje é usado na Espanha, nos países da América Latina (exceto Brasil, Guiana Francesa e Haiti), e é amplamente falado em muitas partes dos Estados Unidos, particularmente na Flórida e nos estados que fazem fronteira com o México. Cerca de 30% da população dos EUA fala fluentemente espanhol. De fato, em 2016 o espanhol era a língua não inglesa mais amplamente ensinada nas escolas secundárias americanas e nas escolas de ensino superior.. O espanhol também é um idioma de prestígio no Brasil; vários brasileiros aprendem espanhol, em virtude da vizinhança do país com os hispânicos. É também uma língua oficial das Nações Unidas sendo uma das línguas de trabalho de muitas organizações internacionais, incluindo Mercosul, União Europeia e NAFTA. A partir de 2019, o espanhol tinha o terceiro maior número de usuários da Internet por idioma, com 7,9%, depois do inglês com 25,2% e do chinês com 19,3%.

#### Alemão
O Alemão serviu como língua franca em grandes partes da Europa durante séculos, principalmente o Sacro Império Romano-Germânico e depois o Império Austro-Húngaro. Continua a ser uma segunda língua importante em grande parte da Europa Central e Oriental e na comunidade científica internacional. É a língua nativa mais falada na União Europeia, bem como uma das três "linguagens procedurais" de suas instituições, além de inglês e francês. A partir de 2019, é a terceira língua mais utilizada para o conteúdo de sites, com 5,8% dos 10 milhões de sites do mundo, e 2,1% de todos os usuários da Internet são falantes de alemão.

#### Russo
O Russo é a maior língua nativa da Europa, a mais difundida geograficamente na Eurásia, uma das seis línguas oficiais das Nações Unidas e uma das duas línguas oficiais a bordo da Estação Espacial Internacional. A partir de 2019, tornou-se o segundo idioma mais usado para o conteúdo de sites, com 5,9% dos 10 milhões de sites do mundo em uso e 2,5% de todos os usuários da Internet são falantes de russo.
O russo era usado no Império Russo e na União Soviética, e seu ensino era obrigatório nos países do Bloco Oriental. No entanto, o uso e o ensino do russo diminuíram drasticamente tanto no antigo bloco oriental quanto no exterior desde que a União Soviética e o vice-ministro da Educação da Rússia disseram em dezembro de 2013 que o número de falantes de russo havia caído em 100 milhões desde aquela data. Ainda é amplamente falado em todo o Cáucaso, Ásia Central, Europa Oriental e Estados Bálticos.

## Línguas mundiais de facto
Uma língua mundial de facto possui as seguintes propriedades
- um grande número de falantes
- uma considerável porção de falantes não nativos
- uma língua padronizada que é largamente utilizada na educação como língua estrangeira.
- a comunidade linguística não é definida por limites étnicos, podendo ser uma língua pluricêntrica
- status de língua oficial em diversos países
- uso em relações comerciais internacionais.
- uso em organizações internacionais.
- uso na comunidade acadêmica
- significante produção literária
- associação com língua de prestígio.

Certos idiomas com mais de 100 milhões de falantes - em particular japonês - não são listados. O japonês, embora considerado um dos idiomas mais significativos do mundo - não se qualifica como "idioma do mundo" de acordo com a maioria dos critérios listados acima. O Japão como região é quase homogêneo do ponto de vista étnico, cultural e linguístico. Sua língua nunca serviu realmente como língua franca. Embora o interesse internacional desde a década de 1980 tenha levado muitas universidades, escolas secundárias e até escolas primárias do mundo a oferecer cursos no idioma, o japonês possui apenas uma esfera de influência regionalmente limitada.
Os idiomas que são freqüentemente considerados idiomas globais incluem:
| Língua   | Falantes nativos | Falantes como segunda língua | Estudantes como língua estrangeira | Total de falantes    | Status como língua oficial                       | Mapa de distribuição geográfica |
| -------- | ---------------- | ---------------------------- | ---------------------------------- | -------------------- | ------------------------------------------------ | ------------------------------- |
| Inglês   | 500 milhões      | 611 M                        | 600 M                              | 1.500 bilhões (2024) | Países e territórios de língua oficial inglesa   |                                 |
| Francês  | 80 M             | 153 M                        | 62 M                               | 274 M                | Países e territórios de língua oficial francesa  |                                 |
| Espanhol | 480 M            | 91 M                         | 21 M                               | 577 M                | Países e territórios de língua oficial espanhola |                                 |

Os seguintes idiomas são considerados de importância apenas regional:
| Língua    | Falantes nativos                      | Falantes como segunda ou terceira língua | Status como língua oficial                                              | Mapa de distribuição geográfica |
| --------- | ------------------------------------- | ---------------------------------------- | ----------------------------------------------------------------------- | ------------------------------- |
| Mandarim  | 896~955 M (Mandarim padrão: 150 M)    | 1091~1151 M                              |                                                                         |                                 |
| Árabe     | Incerto                               | 255~315 M (dialetos+padrão)              | Lista de países onde o árabe é uma língua oficial                       |                                 |
| Português | 223 M                                 | 237~260 M                                | Lista de entidades territoriais em que o português é uma língua oficial |                                 |
| Russo     | 154 M                                 | 265 M                                    |                                                                         |                                 |
| Alemão    | 82 Mα (Somente o alemão padrão: 71 M) | 105 M a 132 M                            |                                                                         |                                 |

## Outras importantes línguas suprarregionais
Outras línguas de importância supra-regional que não algum dos outros critérios a serem considerados idiomas de facto do mundo incluem
| Língua                   | Falantes nativos            | Total de falantes            | Status como língua oficial | Mapa de distribuição geográfica |
| ------------------------ | --------------------------- | ---------------------------- | --- | ------------------------------- |
| Hindustani (Hindi, Urdu) | 329 M (260M Hindi, 69 Urdu) | 697 M (534M Hindi, 163 Urdu) | Língua : Índia (Hindi & Urdu), Paquistão (Urdu) & Fiji (Fiji Hindi) Reconhecida como língua minoritária em: Mauritius (Hindi) e Suriname Falado e compreendido nos Emirados do Golfo                                                 |                                 |
| Neerlandês e Africâner   | 29 M                        | 30 M                         | |                                 |
| Bengali                  | 243 M                       | 262 M                        | Língua oficial: Índia (no Bengala Ocidental, Tripura e Assam) e Bangladesh |                                 |
| Malaio e Indonésio       | 39 M                        | 218 M                        | |                                 |
| Suaíli                   | 16 M                        | 98 M                         | Língua oficial em:Tanzânia, Quênia, República Democrática do Congo, Ruanda, Uganda, União Africana e Comunidade da África Oriental                                                                                                   |                                 |
| Persa                    | 58 a 60 M                   | 61 M a 110 M                 | Língua oficial em: Irã, Afeganistão (como Dari) e Tadjiquistão (como Tajique) |                                 |
| Turca                    | 74 M                        | 79 M a 100 M                 | Língua oficial: Turquia, Chipre, Chipre do Norte Reconhecido língua minoritária em: Bósnia e Herzegovina, Macedônia, Romênia, Iraque, Grécia, República do Kosovo                                                                    |                                 |
| Italiana                 | 65 M                        | 68 M to 85 M                 | Língua oficial: Itália, Suíça, San Marino, Ordem Militar Soberana de Malta, Cidade do Vaticano. O italiano é relevante nos países afetados pela diáspora italiana e nas antigas colônias e territórios ocupados do Império Italiano. |                                 |
| Tâmil                    | 68 M                        | 75 M                         | |                                 |